# Орловка (Тотемський район)
Орло́вка (рос. Орловка) — присілок у складі Тотемського району Вологодської області, Росія. Входить до складу Калінінського сільського поселення.

## Населення
Населення — 1 особа (2010; 0 у 2002).